# Favelas (film)
Pour les articles homonymes, voir Trash.
Pour plus de détails, voir Fiche technique et Distribution.
Favelas (Trash) est un film britannico-brésilien réalisé par Stephen Daldry, sorti en 2014.

## Synopsis
L'histoire de trois jeunes garçons issus de quartiers défavorisés du Brésil. Travaillant dans les ordures, ils trouvent un sac contenant une carte, une clé et un portefeuille rempli d’argent. Écoutant leur raison ils refusent de remettre ce portefeuille à un officier de police malgré une promesse de récompense en contrepartie. Trouvant cela louche, les amis décident de mener l’enquête et se retrouvent en danger face à des policiers corrompus.

## Fiche technique
- Titre original : Trash
- Titre français : Favelas
- Réalisation : Stephen Daldry
- Scénario :  Richard Curtis d'après le roman d'Andy Mulligan
- Musique : Antonio Pinto
- Direction artistique : Tulé Peak
- Décors : Pedro Equi
- Costumes : Bia Salgado
- Photographie : Adriano Goldman
- Son : Glenn Freemantle
- Montage : Elliot Graham
- Production : Tim Bevan, Eric Fellner et Kris Thykier
- Sociétés de production : O2 Filmes, PeaPie Films et Working Title Films
- Distribution : Universal Pictures (UK)
- Pays de production :  Royaume-Uni et  Brésil
- Langues originales : anglais et portugais
- Format : couleurs - 35 mm - son Dolby numérique
- Genre : aventure
- Durée : 113 minutes
- Dates de sortie :12 novembre 2014
  - Brésil : 7 octobre 2014 (festival international du film de Rio de Janeiro) ; 9 octobre 2014 (sortie nationale)
  - France : 12 novembre 2014
  - Royaume-Uni : 30 janvier 2015
- Classification :
  - Avertissement des scènes peuvent choquer[Où ?]

## Distribution
- Rooney Mara (VF : Lexie Kendrick) : Olivia
- Martin Sheen (VF : David Gasman) : le Père Juilliard
- Wagner Moura (VF : Eilias Changuel) : José Angelo
- Selton Mello (VF : Bruno Magne) : Frederico
- André Ramiro (VF : Rody Benghezala) : Marco
- Maria Eduarda Lima Botelho (VF : Coralie Thuilier) : Pia
- Gabriel Weinstein (VF : Jules Timmerman) : Gabriel, "le rat"
- Rickson Tevez (VF : Octave Jagora) : Raphael
- Eduardo Luis : Gardo

Version française
- Société de doublage : Dubbing Brothers
- Direction artistique : Marie-Laure Beneston

Source et légende : Version française (VF) sur carton du doublage français

## Distinctions

### Récompenses
- Festival international du film de Rome 2014 : Prix du public[1]

### Nominations
- British Academy Film Awards 2015 : meilleur film en langue étrangère